# Lycodon jara
Lycodon jara är en ormart som beskrevs av Shaw 1802. Lycodon jara ingår i släktet Lycodon och familjen snokar. Inga underarter finns listade i Catalogue of Life.
Denna orm förekommer i östra Indien, Bangladesh, östra Nepal, Myanmar och Bhutan. Ett fynd är från norra Indien. Arten lever i kulliga områden mellan 100 och 350 meter över havet. Individerna vistas i öppna landskap med några träd och buskar. Honor lägger troligtvis ägg.
För beståndet är inga hot kända. Antagligen har L bra anpassningsförmåga. IUCN kategoriserar arten globalt som livskraftig.